# Anisus substroemi
Anisus substroemi е вид охлюв от семейство Planorbidae.

## Разпространение
Видът е разпространен в Русия (Камчатка).